# لاري جونسون (لاعب كرة قدم أمريكية أمريكي)
لاري جونسون (بالإنجليزية: Larry Johnson)‏ هو لاعب كرة قدم أمريكية أمريكي، ولد في 28 مارس 1909 في Odanah, Wisconsin ‏ في الولايات المتحدة، وتوفي في 3 سبتمبر 1972.

## وصلات خارجية
- لاري جونسون على موقع مرجع كرة القدم المحترفة.كوم (الإنجليزية)